# Nănești, Bacău
Nănești este un sat în comuna Parincea din județul Bacău, Moldova, România.